# Episodi de I misteri di Rock Island (terza stagione)
La terza stagione della serie televisiva I misteri di Rock Island, composta da 20 episodi, va in onda dal 23 novembre al 22 dicembre 2024 sul canale australiano 10shake e Nickelodeon.
In Italia andrà in onda dal 7 aprile al 2 maggio 2025 su Nickelodeon.
| nº | Titolo originale     | Titolo italiano           | Prima TV AU      | Prima TV Italia |
| -- | -------------------- | ------------------------- | ---------------- | --------------- |
| 1  | Welcome Back Taylor  | Bentornata Taylor         | 23 novembre 2024 | 7 aprile 2025   |
| 2  | An Echo Must Return  | Un'eco deve tornare       | 23 novembre 2024 | 8 aprile 2025   |
| 3  | The Hidden Crypt     | La cripta nascosta        | 24 novembre 2024 | 9 aprile 2025   |
| 4  | Solstice Stone       | La pietra del solstizio   | 24 novembre 2024 | 10 aprile 2025  |
| 5  | The Portrait         | Il quadro                 | 30 novembre 2024 | 11 aprile 2025  |
| 6  | Opposites Attract    | Gli opposti si attraggono | 30 novembre 2024 | 14 aprile 2025  |
| 7  | Artificial Taylor    | Taylor artificiale        | 1 dicembre 2024  | 15 aprile 2025  |
| 8  | Sleepwalker          | La sonnambula             | 1 dicembre 2024  | 16 aprile 2025  |
| 9  | Lila's Listeners     | I seguaci di Lila         | 7 dicembre 2024  | 17 aprile 2025  |
| 10 | The Truth Below      | La verità nascosta        | 7 dicembre 2024  | 18 aprile 2025  |
| 11 | Ellis vs. Ellis      | Ellis contro Ellis        | 8 dicembre 2024  | 21 aprile 2025  |
| 12 | It's Electric        | Nori elettrico            | 8 dicembre 2024  | 22 aprile 2025  |
| 13 | Who's Who            | Chi è chi                 | 14 dicembre 2024 | 23 aprile 2025  |
| 14 | Tiny Troubles        | Piccoli problemi          | 14 dicembre 2024 | 24 aprile 2025  |
| 15 | Crystallised         | Cristallizzata            | 15 dicembre 2024 | 25 aprile 2025  |
| 16 | Reflections          | Riflessi                  | 15 dicembre 2024 | 28 aprile 2025  |
| 17 | To Catch a Ghost     | Catturare un fantasma     | 21 dicembre 2024 | 29 aprile 2025  |
| 18 | The Weeping Tree     | L'albero piangente        | 21 dicembre 2024 | 30 aprile 2025  |
| 19 | Homecoming, Part One | Ritorno a casa, Parte Uno | 22 dicembre 2024 | 1 maggio 2025   |
| 20 | Homecoming, Part Two | Ritorno a casa, Parte Due | 22 dicembre 2024 | 2 maggio 2025   |